# 窒素14
窒素14は、窒素の2つの安定同位体のうちの1つで、天然の窒素の99.636%を占める。
陽子と中性子がともに奇数個の同位体では最も重い安定同位体である。それぞれがスピン1/2であり、合計の磁気スピンは1となる。
ヘリウムより重い元素は全てそうであるが、宇宙にある窒素14の起源も恒星内元素合成のCNOサイクルであると考えられている。
窒素14は天然に生成する炭素14の原料になる。大気上層で窒素14に中性子が当たると炭素14が生成する。炭素14は最終的には窒素14に戻る。